# Eremulus jyotsnai
Eremulus jyotsnai är en kvalsterart som beskrevs av Anurup Kumar Sarkar 1991. Eremulus jyotsnai ingår i släktet Eremulus och familjen Eremulidae. Inga underarter finns listade i Catalogue of Life.